# Albeștii Bistriței, Bistrița-Năsăud
Albeștii Bistriței mai demult Ferihaz, Ferihaza (în germană Weisskirchen, Weißkirch, Weisskirch-Bistritz, în maghiară Kisfehéregyház, Fehéregyház, în traducere „Biserica Albă”) este un sat în comuna Galații Bistriței din județul Bistrița-Năsăud, Transilvania, România.

## Date geologice
În subsolul localității se găsește un masiv de sare.
Pe teritoriul localității se află o ocnă de sare părăsită, care datează din secolul al XVIII-lea.

## Istoric
Prima atestare documentară a localității datează din 1332 când este menționată în registrul de dijme papale. Numele cu care a fost menționată de-a lungul timpului sunt: Alba Ecclesia și Weisskirch. Satul a fost fondat de către coloniști sași, chemați în țară de către regele Geza al II-lea (1141-1161). Majoritatea populației acestui sat a fost secole întregi de etnie germană (sași transilvăneni).

## Personalități
- Karl Kurt Klein (1897-1971), germanist, director al Bibliotecii Universitare din Iași în perioada interbelică

## Vezi și
- Biserica de lemn din Albeștii Bistriței
- Biserica evanghelică din Albeștii Bistriței
- Pământul crăiesc al sașilor, partea nordică
  - Țara Năsăudului de lângă Năsăud
  - Reener Ländchen de lângă Reghin

## Imagini

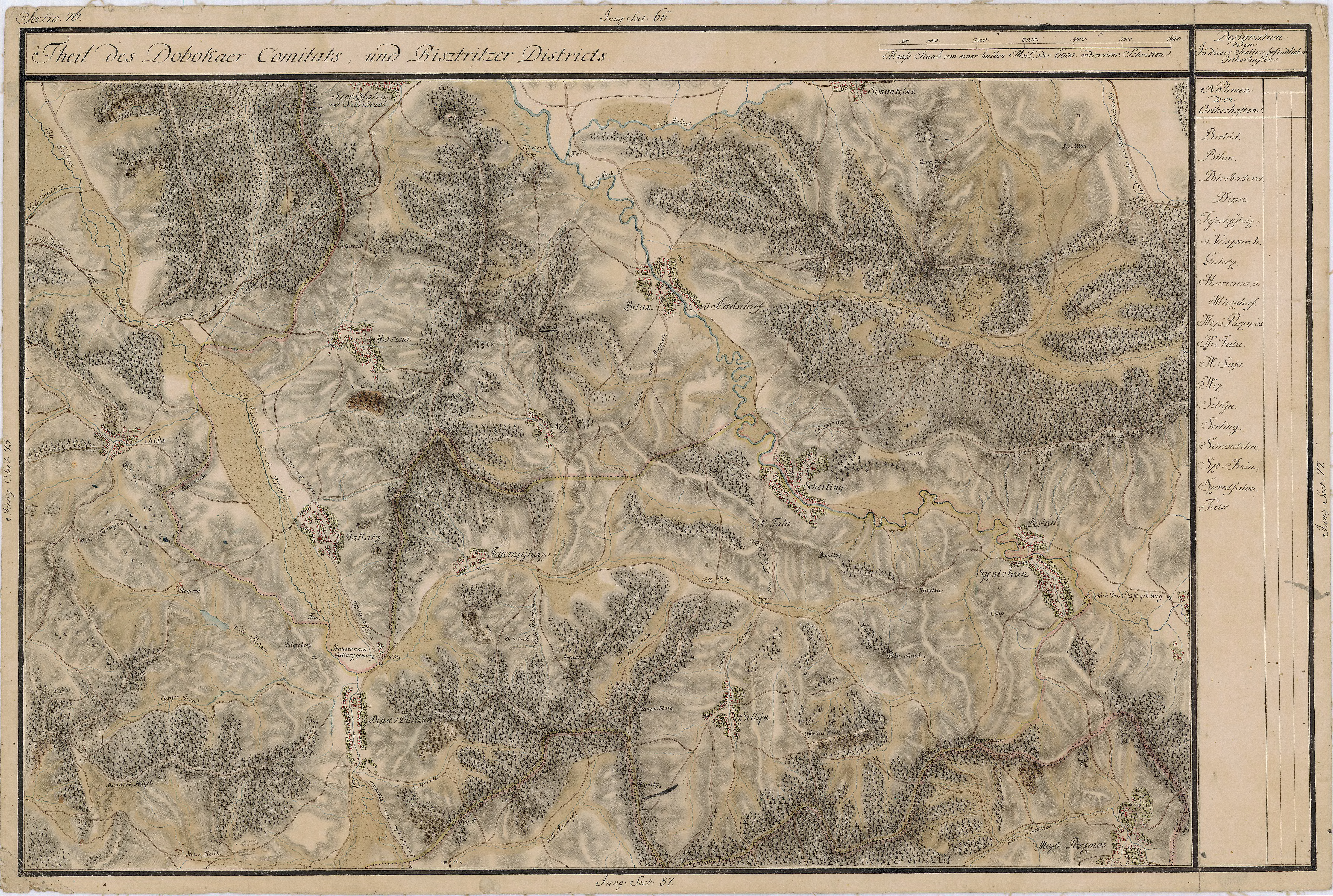
Albeştii Bistriţei pe Harta Iosefină a Transilvaniei, 1769-73
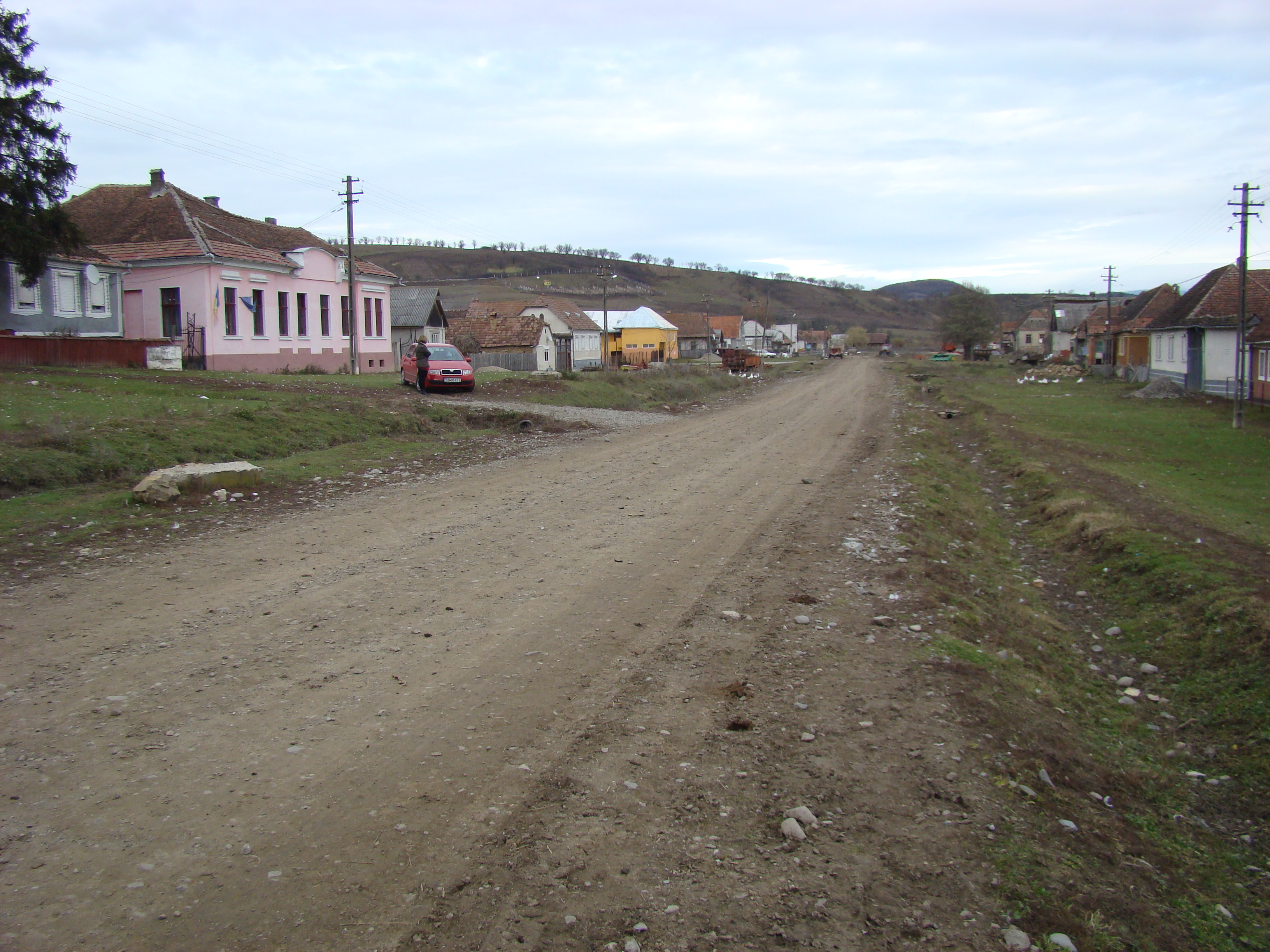
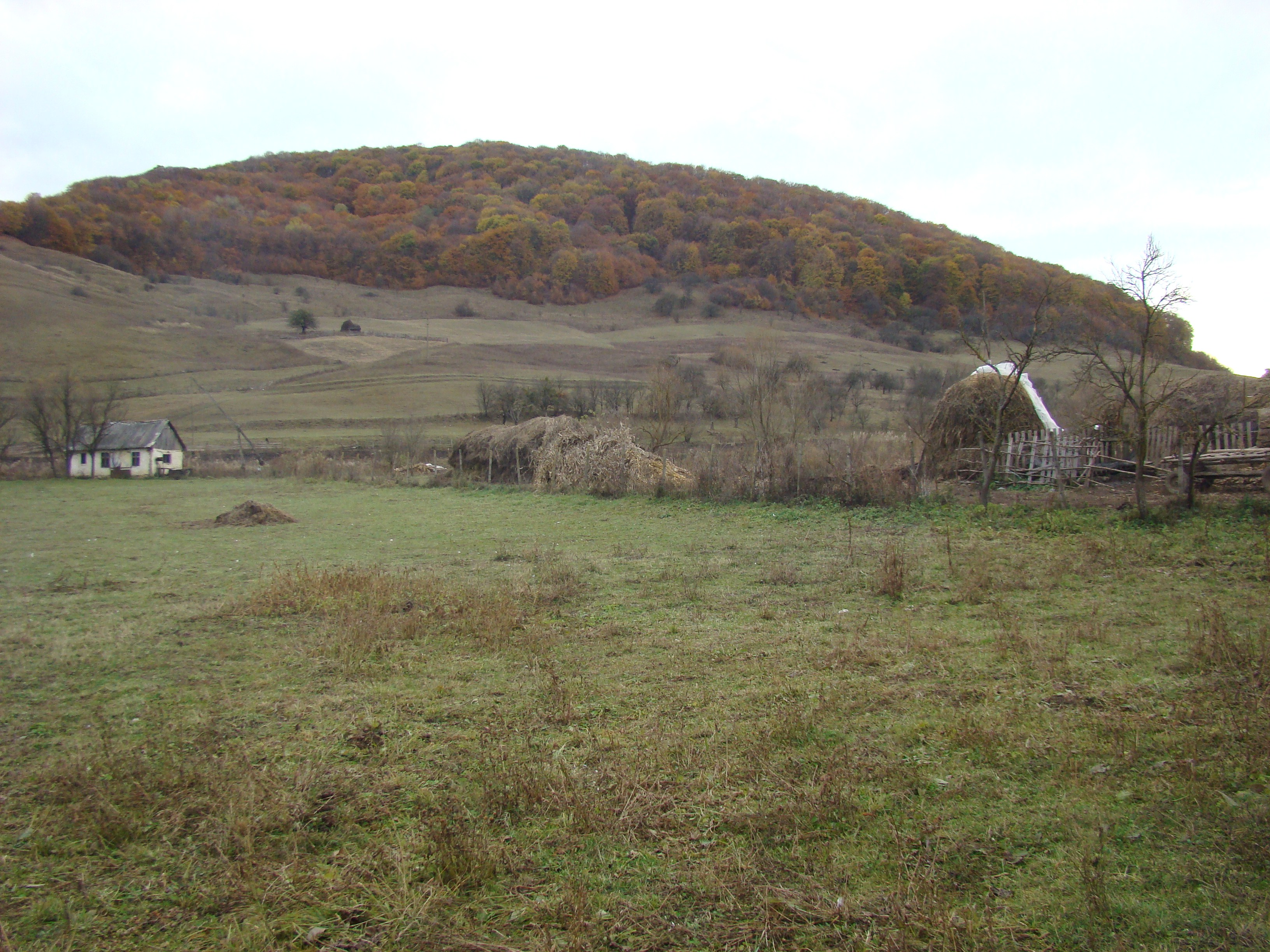
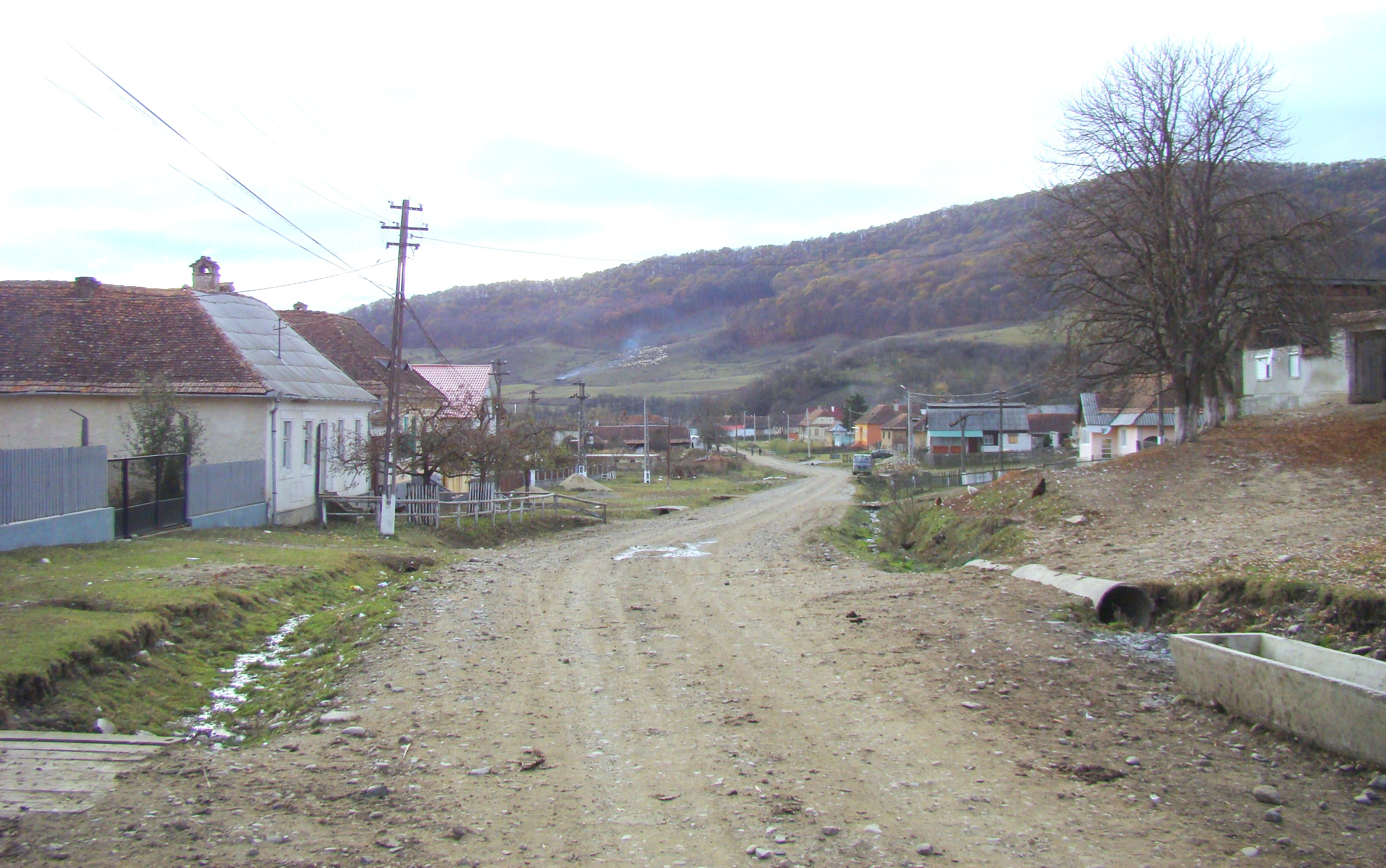
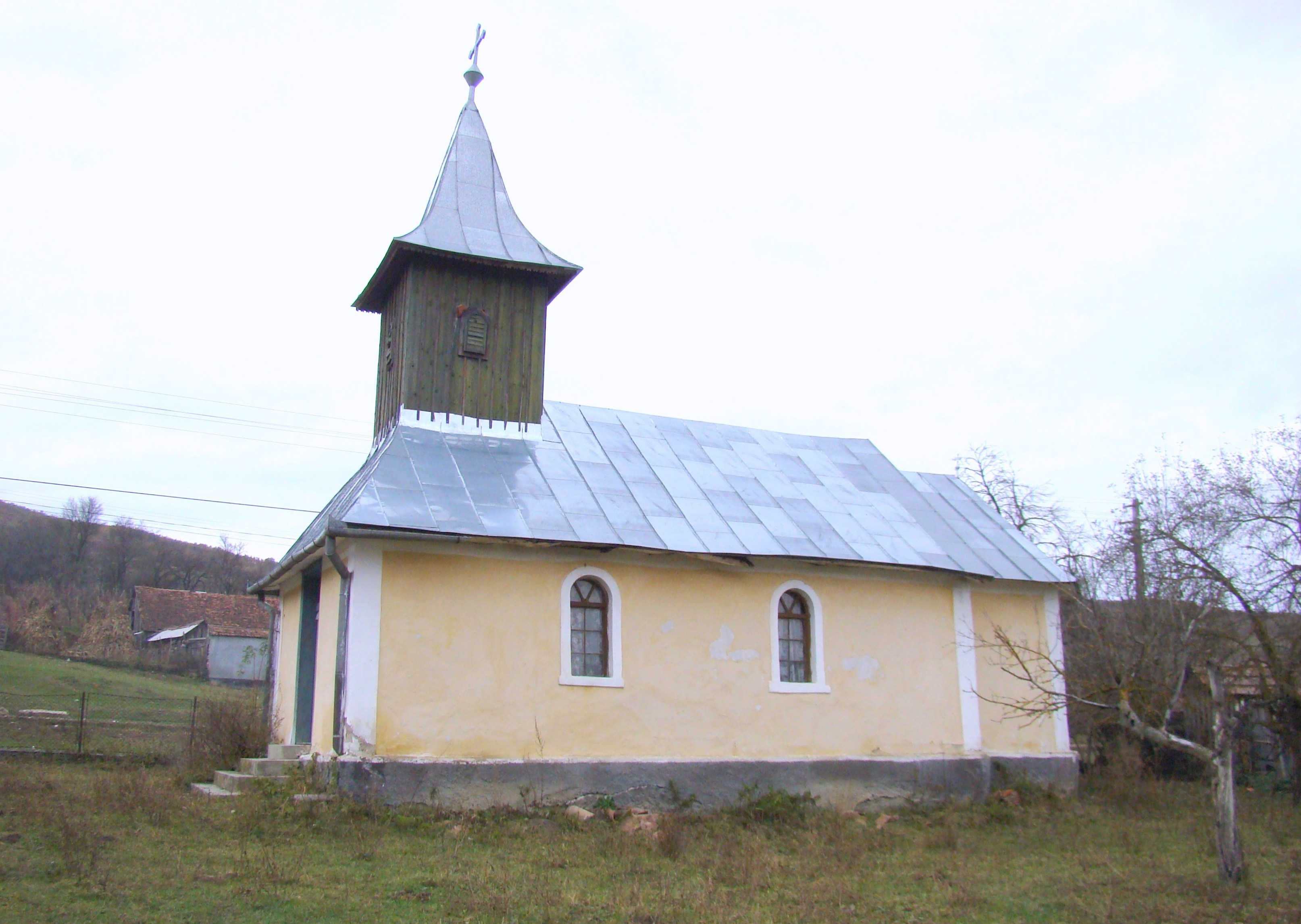
Biserica de lemn din Albeștii Bistriței
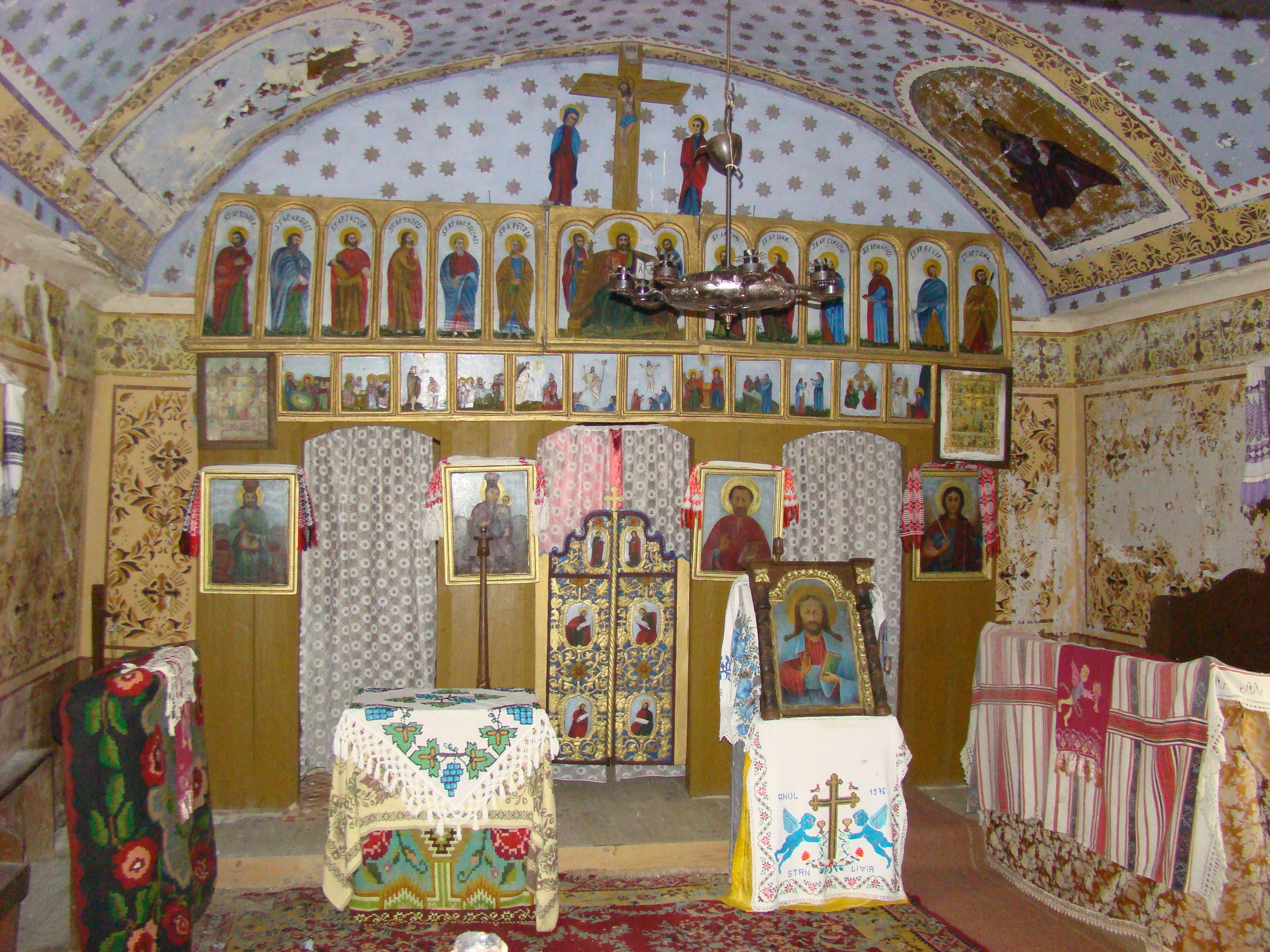
Biserica de lemn din Albeștii Bistriței